# Eurasiatische Sprachen
 Eurasiatisch ist eine von Joseph Greenberg vorgeschlagene Makrofamilie, die wesentliche Sprachfamilien und Einzelsprachen Nordeurasiens umfasst. Über diesen weitgehenden Vorschlag hinaus gibt es das teilweise noch weiter gefasste Nostratische. Greenbergs Hypothese hat bisher nur eine geringe Akzeptanz erfahren.

## Eurasiatisch und seine Komponenten
Joseph Greenberg entwickelte bereits in den frühen 1960er Jahren – parallel zu und unabhängig von den Nostratikern – sein „eurasiatisches“ Konzept, das natürlich auf frühere Verwandtschaftshypothesen anderer Forscher zurückgeht, z. B. auf Holger Pedersen. Explizit wird die eurasiatische Makrofamilie erstmals in Greenbergs Language in the Americas von (1987) beschrieben. In den folgenden Jahren arbeiteten Greenberg und Merritt Ruhlen weiter am Vergleich der nordeurasischen Sprachgruppen. Im Gegensatz zum Amerind hat Greenberg beim Eurasiatischen neben der Untersuchung verwandter Wörter auch grammatische Elemente miteinander verglichen, deren Ähnlichkeiten zum Teil sehr überzeugend sind (insbesondere beim Vergleich  indogermanischer, uralischer und altaischer Sprachen), und die durch die Konzepte Sprachbund und Entlehnung nicht einfach erklärt werden können.
Schließlich erschien 2000 (Grammar) und 2002 (Lexicon) die Summe dieser Forschungen in Greenbergs letzten beiden Büchern, die von Ruhlen herausgegeben und bearbeitet wurden (Greenberg war bereits 2001 verstorben).
Die eurasiatische Makrofamilie nach Greenberg 2000-2002
- Eurasiatisch
  - Etruskisch †
  - Indogermanisch
  - Uralisch-Jukagirisch
  - Altaisch
    - Turkisch
    - Mongolisch
    - Tungusisch

  - Koreanisch – Japanisch – Ainu
  - Niwchisch (Giljakisch)
  - Tschuktscho-Kamtschadalisch
  - Eskimo-Aleutisch

Greenberg 2000 bezieht – im Gegensatz zu früheren Entwürfen – ausdrücklich das Etruskische mit ein. Auffällig ist die Positionierung des Koreanisch-Japanischen (zusammen mit dem Ainu) nicht als Komponente des Altaischen, sondern als eigenständigen Zweig des Eurasiatischen.

## Problematik und Akzeptanz
Eine hypothetische eurasiatische Protosprache müsste mindestens 10.000 Jahre alt sein, da z. B. das Alter des Proto-Indogermanischen schon auf mindestens 5.000 Jahre geschätzt wird, das Proto-Uralische eher noch älter angesetzt wird. Allerdings erhält man so Zeittiefen, die auch für inzwischen akzeptierte große Sprachfamilien wie das Niger-Kongo oder Afroasiatische angesetzt werden müssen, beides Sprachfamilien, deren Definition ebenfalls auf Greenberg zurückgeht (siehe Joseph Greenberg und Afrikanische Sprachen).
In Mother Tongue VI (2001) gibt John D. Bengtson eine detaillierte positive Kritik des ersten Bandes (Grammar, 2000). Er schließt mit den Worten: While one could quibble about certain details, there is no doubt that Greenberg's grammatical evidence for Eurasiatic is a monumental achievement and a fitting capstone to his life's work as the supreme linguistic taxonomist of all time. (Während man über bestimmte Details streiten könnte, gibt es keinen Zweifel, dass Greenbergs grammatisches Beweismaterial für das Eurasiatische eine herausragende Errungenschaft und ein passender Schlussstein für sein Lebenswerk als bedeutendster linguistischer Taxonom aller Zeiten ist.)
Dennoch wird die eurasiatische Makrofamilie bisher nur von einer Minderheit der Forscher akzeptiert. Mit dem noch umfassenderen Nostratischen und anderen Makrohypothesen befasste Sprachwissenschaftler setzen sich allerdings mit der Hypothese auseinander.

## Beziehung zum Nostratischen und Dene-Kaukasischen
Das Eurasiatische umfasst ausdrücklich nicht die Sprachfamilien Afroasiatisch, Drawidisch und Kartwelisch; diese drei werden dagegen im Nostratischen mit einbezogen. Einige Nostratiker, wie z. B. Allan R. Bomhard (2007), sehen inzwischen Eurasiatisch und Nostratisch nicht als Konkurrenzmodelle, sondern interpretieren das Eurasiatische als genetische Untereinheit des Nostratischen, parallel zum Kartwelischen, Drawidischen und Afroasiatischen. Andere Nostratiker halten das Afroasiatische für einen Parallelzweig des Nostratischen, was eine Annäherung der Modelle „Eurasiatisch“ und „Nostratisch“ ebenfalls erleichtert.
Eurasiatisch als Untereinheit des Nostratischen
- Nostratisch
  - Eurasiatisch
  - Kartwelisch
  - Elamo-Dravidisch
  - Afroasiatisch (teilweise als Parallelzweig des Nostratischen aufgefasst)

Eine weitere eurasische Makrofamilie ist das auf Sergei Anatoljewitsch Starostin zurückgehende Dene-Kaukasische, das die Einzelsprachen Baskisch und Burushaski, einige isolierte altorientalische Sprachen, die Sprachfamilien Nordkaukasisch, Jenisseisch, Sinotibetisch und das nordamerikanische Na-Dené umfasst. Dene-Kaukasisch stellt keinerlei Konkurrenz zum Eurasiatischen dar, da es nach heutigem Forschungsansatz keine Schnittmenge zwischen diesen Makrogruppierungen gibt (Ausnahmen sind vielleicht Etruskisch und Sumerisch).